# Listrophora styx
Listrophora styx är en insektsart som beskrevs av Rauno E. Linnavuori 1979. Listrophora styx ingår i släktet Listrophora och familjen dvärgstritar. Inga underarter finns listade i Catalogue of Life.